# Thomas D
Thomas D, właśc. Thomas Dürr (ur. 30 grudnia 1968, w Ditzigen koło Stuttgartu, w Niemczech) – niemiecki raper, członek grupy Die Fantastischen Vier, udzielający się również solo.
W 1986 w Stuttgarcie razem z Michaelem Beckiem, Michaelem B. Schmidtem i Andreasem Rieke założył zespół Die Fantastischen Vier.
W 1998 razem z Franką Potente nagrał piosenkę Wish (Komm zu mir) do ścieżki dźwiękowej filmu "Biegnij Lola, biegnij". Nagrał dwa własne albumy: Solo w 1997 roku i Lektionen in Demut w 2001.
Udzielił głosu w utworze Die Nacht... Du bist nicht allein, będącym pierwszym singlem z czwartego albumu Schillera zatytułowanego Tag und Nacht. Singiel ten wydany został w 2005 roku.
Thomas D był także wokalistą i autorem tekstów dla projektu 'Son Goku', który w 2002 roku wydał album 'Crashkurs'. Jedynym singlem z wydawnictwa była piosenka Alle für Jeden, znana głównie w Niemczech.

## Dyskografia

### Albumy
- 1997: 'Solo'
- 2001: 'Lektionen in Demut'
- 2008: 'Kennzeichen D'

### Single
- 1997: Rückenwind
- 1998: Solo (feat. Nina Hagen)
- 1998: Wish (Komm zu mir) (feat. Franka Potente)
- 1998: Frisör
- 2000: Liebesbrief
- 2001: Uns trennt das Leben
- 2001: Gebet an den Planet
- 2008: Get on Board
- 2008: Vergiftet im Schlaf